# Joachim Andersen
Carl Joachim Andersen (Copenaghen, 29 aprile 1847 – Bagsværd, 7 maggio 1909) è stato un flautista danese.
Allievo di suo padre (Christian Joachim Andersen), anch'egli flautista, dal 1892 fu attivo a Copenaghen come direttore d'orchestra. Fondò inoltre molti enti musicali e scrisse notevoli opere didattiche per il flauto.